# ダニエレ・アダーニ
ダニエレ・アダーニ（Daniele Adani、1972年6月26日 - ）は、イタリア、コッレッジョ出身の元サッカー選手で指導者。現役時代のポジションはセンターバック。引退後はスカイ・スポーツなどのサッカー解説者をしている。

## 経歴
モデナの下部組織出身。1994年にラツィオに加入したが、1試合も出場しないままブレシアへと移籍した。ブレシアで5シーズンを過ごした後、1999-00シーズンにフィオレンティーナ加入、コッパ・イタリアの優勝も果たすが、2002年にチームが破産すると インテルへと移籍した。インテルでの1シーズン目は殆ど起用されなかったが、2シーズン目はレギュラーに近い選手となり、多くの試合に出場した。
2004-05シーズンに古巣ブレシアに複帰したが、この頃のブレシアは多くの問題を抱え、トラブルが相次いでいた。アダーニはトレーニング中にファンに襲撃され、これによりシーズン途中でチームとの契約を解除して退団した。2011年にアマチュアクラブのサマルティネーゼで現役を引退した。
2000年9日、フィオレンティーナで指導を受けた、ジョヴァンニ・トラパットーニ代表監督によってFIFAワールドカップ・予選のハンガリーとの試合に向けたメンバーとして初召集された。同年11月15日にイングランドとの親善試合で代表デビュー、2002年の2002 FIFAワールドカップメンバー決定前最後の代表戦、ウルグアイ戦でも起用されたが、大会メンバーには選出されなかった。通算では5回の代表キャップがある。

## タイトル
フィオレンティーナ
- コッパ・イタリア : 2000-01